# Bittervedsväxter
Bittervedsväxter (Simaroubaceae) är en liten växtfamilj i ordningen Sapindales. De senaste årtiondena har denna familj varit omdiskuterad och flera släkten har flyttats från bittervedsväxterna till andra familjer. 
Bittervedsväxterna är träd eller buskar vars blommor är mycket små. De flesta arterna är tropiska växter. Den mest bekanta arten är troligen gudaträd (Ailanthus altissima). Detta träd kommer ursprungligen från tempererade områden i Kina, men har spridits över världen och på många platser blivit ett ogräs. Ett annat träd i familjen är kvassia (Quassia amara).
Familjens namn syftar på barkens bittra smak. Blommorna kan vara enkönade eller av olika kön. Hos de flesta arter finns fyra till fem kronblad men arten i släktet Leitneria har inga kronblad. Frukten liknar en druva eller ett nöt med vingar.
De flesta familjemedlemmar förekommer i tropiska regioner. I Nordamerika, Mellanöstern och östra Asien hittas även arter i den tempererade regionen.
Träet från Leitneria floridana är det lättaste träslaget och använd för att hålla fiskenät på plats. Flera arter planteras i stadsparker som prydnadsväxter.